# هگزامتیل‌دی‌سیلان
هگزامتیل‌دی‌سیلان (به انگلیسی: Hexamethyldisilane) با فرمول شیمیایی Si
۲C
۶H
۱۸ یک ترکیب شیمیایی با شناسه پاب‌کم ۷۴۰۵۷ است. که جرم مولی آن 146.3781 g mol-۱ می‌باشد. شکل ظاهری این ترکیب، مایع بی‌رنگ است.